# Francesco Grimaldi (architecte)
Pour les articles homonymes, voir Francesco Grimaldi.
Francesco Grimaldi, né à Oppido Lucano en 1543 à et mort le 1er août 1613 à Naples, est un religieux théatin et architecte italien, actif dans le Midi de l'Italie et particulièrement dans le royaume de Naples. Au début du xviie siècle, il contribua au développement et à la diffusion de l'architecture du baroque napolitain. Ses œuvres sont imprégnées des modèles du xvie siècle, mais renouvelées par les canons du baroque grâce à des décors et à des ornements foisonnants.

## Biographie

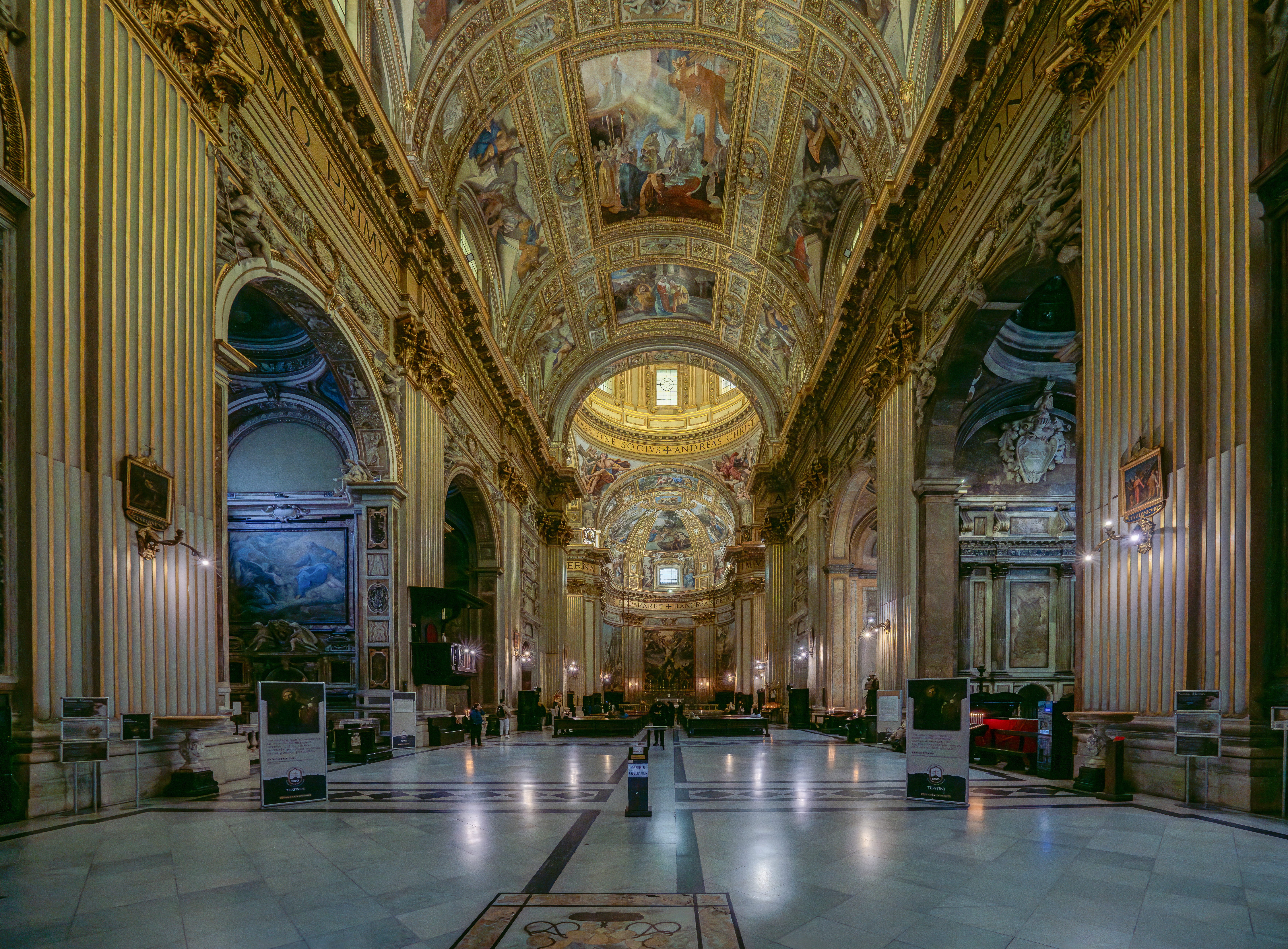
L'intérieur de Sant'Andrea della Valle

Il est admis en 1574 dans l'ordre des Clercs réguliers théatins et, entre 1585 et 1598, il est actif à Rome pour la construction de la basilique Sant'Andrea della Valle. Cette période est importante pour sa formation professionnelle, car il assimile les leçons des grands architectes du xvie siècle, comme Bramante ou Michel-Ange. À Rome, il a l'occasion de voir aussi le chantier de la basilique Saint-Pierre, ce qui lui ouvre la voie plus tard au baroque napolitain avec toutes ses articulations planimétriques et spatiales. Il s'intéresse particulièrement au plan central, aux coupoles et au plan à la croix grecque, comme on le remarque dans ses œuvres postérieures.
En 1589, son projet concernant Sant'Andrea della Valle est approuvé, mais avec quelques modifications apportées de la part de Giacomo della Porta, qui donnent à l'église son aspect planimétrique actuel. Les travaux sont pourtant bloqués pendant une décennie. Pendant ce temps-là, la basilique San Paolo Maggiore de Naples est en train d'être construite, et le Père Grimaldi peaufine son propre projet qui avait été examiné même avant son séjour romain.
Pendant la première décennie du xviie siècle, son activité est intense et il est à l'origine de grandes réalisations qui marquent l'histoire du baroque napolitain et de l'architecture de la cité parthénopéenne. Ce sont par exemple l'église de la Santissima Trinità delle Monache (en) et son couvent (1607) ou l'église Santa Maria della Sapienza. En 1607, il fait partie des architectes qui concourent pour la chapelle royale du Trésor de San Gennaro et gagne le projet (avec Michelangelo Naccherino qui grave la première pierre), Giovanni Cola di Franco est chargé du chantier et plus tard Cristoforo Monterosso est chargé de la partie artistique. L'œuvre n'est terminée qu'en 1646 par d'autres.
En 1611, l'église des Saints-Apôtres de Naples est bâtie selon ses dessins. Elle est achevée par d'autres bien des années plus tard. Il est aussi l'auteur des plans de la basilique Santa Maria degli Angeli a Pizzofalcone.
Il meurt à l'âge de soixante-dix ans à la maison des théatins du largo (quartier) Santi Apostoli dont il dessina les plans en 1590.

## Œuvres
- Église des Santi Apostoli de Naples
- Couvent des Santi Apostoli (1590)
- Chapelle royale du Trésor de San Gennaro de la cathédrale de Naples (1608)
- Église Santa Maria degli Angeli a Pizzofalcone
- Église de la Santissima Trinità delle Monache (en)
- Église San Paolo